# Lexing (köping i Kina, lat 31,54, long 104,42)
Lexing (kinesiska: 乐兴镇, 乐兴) är en köping i Kina. Den ligger i provinsen Sichuan, i den sydvästra delen av landet, omkring 100 kilometer norr om provinshuvudstaden Chengdu. Antalet invånare är 14 636. Befolkningen består av 7 196 kvinnor och 7 440 män. Barn under 15 år utgör 24,0 %, vuxna 15-64 år 63 %, och äldre över 65 år 12,0 %.
Genomsnittlig årsnederbörd är 1 200 millimeter. Den regnigaste månaden är juli, med i genomsnitt 346 mm nederbörd, och den torraste är december, med 5 mm nederbörd.